# Жергоин
Жергоин — упразднённый хутор в Агаповском районе Челябинской области. На момент упразднения входил в состав Первомайского сельсовета. Исключен из учётных данных в 1970 г.

## География
Располагался в центре района, в истоке реки Солодянка, в 7,5 км (по прямой) к северо-западу от посёлка Магнитный.

## История
По данным на 1970 год хутор Жергоин входил в состав Первомайского сельсовета и являлся бригадой 2-го отделения совхоза «Первомайский».
Решением Агаповского райисполкома № 294а от 25 декабря 1970 года хутор Жергоин исключен из учётных данных.

## Население
Согласно результатам переписи 1970 года на хуторе проживало 22 человека.